# بيمام (بني أحمد الشرقية)
بيمام هي إحدى مشيخات المملكة المغربية، تتبع جغرافيا لإقليم شفشاون وإداريًا لبني أحمد الشرقية. يقدر عدد سكانها بـ 2693 نسمة حسب الإحصاء الرسمي للسكان والسكنى لسنة 2004.